# Rhagoderus griseopilosus
Rhagoderus griseopilosus är en spindeldjursart som beskrevs av Roewer 1933. Rhagoderus griseopilosus ingår i släktet Rhagoderus och familjen Rhagodidae. Inga underarter finns listade i Catalogue of Life.